# 張渝江
張渝江（1972年—），臺灣臺南市人，土木技師。國立臺灣大學土木法律雙學士及理學碩士畢業。他是資訊安全、無人機、區塊鏈科技碳封存科技公司創辦人，亦為工程技術顧問公司及營造業負責人。曾任高鐵專案設計工程師及外商品質主任，曾任臺中市土木技師公會副理事長，現任都市更新促進會副理事長。

## 個人背景
張渝江出生於台灣台南市，父親是電信局技正退休，母親則為郵局窗口辧事員，後因病退休。自幼跟隨父母工作遷移，求學時期曾就讀嘉義的林森國小，台中的中正國小、向上國中、台中一中，並於台灣大學取得土木及法律雙學士學位。畢業後考取土木工程技師資格，繼續於台大研究所修習有限元素法之模擬，順利完成理學碩士學業，2012年赴美修習MBA碩士。曾經參與921大地震、汶川大地震、2018年花蓮地震、2024年花蓮地震災區勘災，協助民眾確認災後建築結構安全及補強建議。

## 政治參與

### 競選2020年立法委員
2019年10月20日，於民眾黨(黨籍2019-2022，2022年已退黨)第二波立委提名記者會中，獲提名為2020年第10屆台中市第4選區立法委員候選人。主要競爭對手為民進黨籍現任立委張廖萬堅、國民黨籍現任議員黃馨慧。競選期間曾參與民眾黨自製節目，逗趣提到網路論壇PTT既不開放新帳號註冊不如關站；質疑台中市政府僅廢止兩張中火機組執照無法解決空汙問題，欲申告台中火力發電廠、經濟部及台中市府，後提告台電中火與中龍皆為法院駁回；運用無人機在空中寫下反空汙訴求，並吊掛音響喇叭配合掃街擴音。提出電動車低價或免費租賃、開放公有古蹟與歷史建物容積移轉、利用區塊鏈記錄容積移轉、修建築法讓土木結構技師可參與設計監造、推動台中七期國家歌劇院區發展音樂產業等政見。選舉結果獲得1萬3434票、得票率5.70%，未能成功當選該屆立委。
| 1        | 李家葳   | 中華統一促進黨  | 712票     | 0.30%                         |                               |
| 2        | 陳志彬   | 無黨籍          | 3,061票   | 1.30%                         |                               |
| 3        | 黃馨慧   | 中國國民黨      | 96,460票  | 40.95%                        |                               |
| 4        | 楊書銘   | 國會政黨聯盟    | 482票     | 0.20%                         |                               |
| 5        | 張渝江   | 臺灣民眾黨      | 13,434票  | 5.70%                         |                               |
| 6        | 張廖萬堅 | 民主進步黨      | 119,886票 | 50.90%                        | 當選                          |
| 7        | 紀經儀   | 合 合一行動聯盟 | 446票     | 0.19%                         |                               |
| 8        | 林金連   | 無黨籍          | 1,061票   | 0.45%                         |                               |
| 選舉日期 | 選舉日期 | 2020年1月11日   | 選舉人數  | 310,726人                     | 310,726人                     |
| 投票率   | 投票率   | 76.90%          | 投票人數  | 有效：235,542人 無效：3,404人 | 有效：235,542人 無效：3,404人 |

## 外部連結
- 張渝江的Facebook專頁
- 張渝江的YouTube頻道
- 張渝江的Blogspot （页面存档备份，存于）
- 張渝江的Wordpress （页面存档备份，存于）